# Périmètre de Pusan

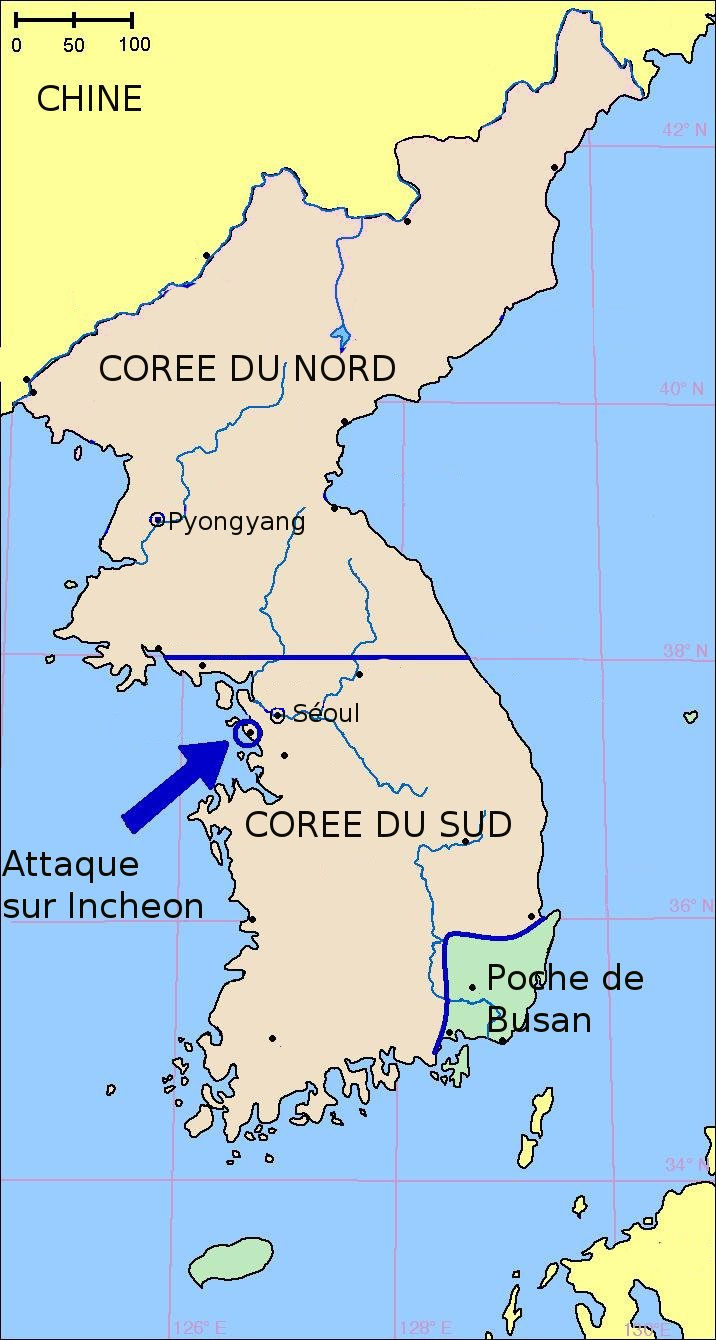
La poche de Busan lors de la contre-attaque sur Incheon. Septembre 1950.

Le périmètre de Pusan ou périmètre de Busan était une zone dans le sud-est de la Corée qui était tenue par les troupes américaines et sud-coréennes au moment de l'avance extrême des troupes nord-coréennes, à l'été et à l'automne 1950, durant la guerre de Corée.
Il s'étirait sur 225 km et fut nommé d'après la ville côtière de Pusan qui servait principalement de plaque navale et aérienne tournante pour l'approvisionnement et les renforts. Sa plus grande longueur suivait la rivière Nakdong.

## Historique

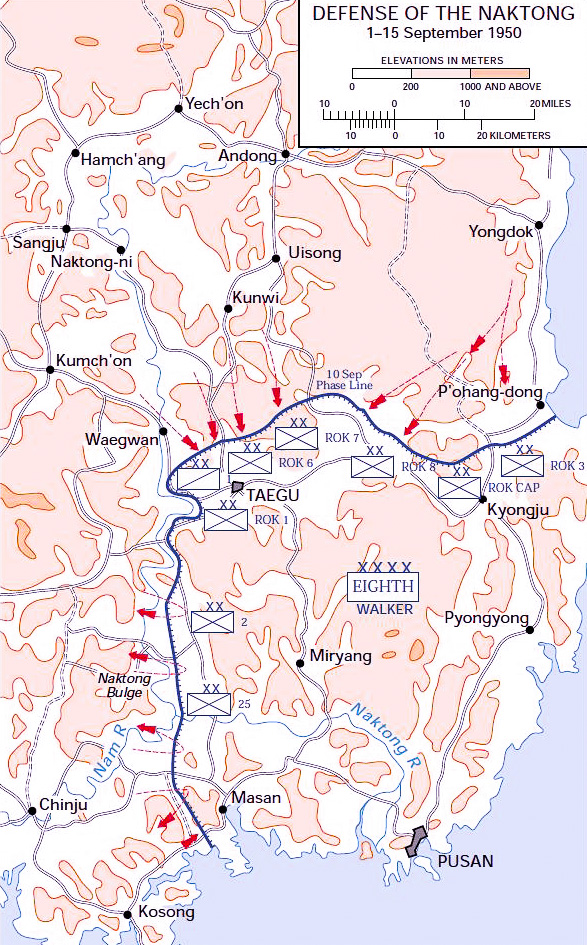
Les limites du périmètre en septembre 1950.

Les dernières troupes nord-coréennes engagées en Corée du Sud furent vaincues après la bataille d'Incheon en septembre 1950, quand la 8e armée américaine éclata le périmètre de Pusan, rejoignant l'Armée X Corps dans une attaque coordonnée sur les forces de l'Armée populaire de Corée. 
Sur les 70 000 soldats nord-coréens autour de Pusan, plus de la moitié fut tués ou capturés. Pourtant, du fait que les forces de l'ONU avaient concentré leur effort sur la prise de Séoul plutôt que d'empêcher le retrait par le nord de l'Armée populaire de Corée, le reste des 30 000 soldats nord-coréens s'échappèrent vers le nord, de l'autre côté du fleuve Yalou où ils furent rapidement reconstitués en nouvelles unités et rééquipés à la hâte par l'Union soviétique. Les attaques alliées continuèrent au nord vers le fleuve Yalou jusqu'à l'intervention de la république populaire de Chine dans la guerre.
Les Nord-Coréens tentèrent d'enfoncer les lignes américaines notamment à Masan, Daegu, Gyeongju, au niveau du fleuve Nam et à Sangju.